# Pascale Vicat-Blanc
Pascale Vicat-Blanc (* 6. November 1961) ist eine französische Ingenieurin und Spezialistin für Cloud Computing. Seit Dezember 2014 leitet sie die Produktentwicklung im Bereich Internet der Dinge bei F5 Networks.

## Leben
1981 startete sie ihr Ingenieurstudium beim Institut national des sciences appliquées de Lyon und 1984 erhielt sie ihr Diplom. Anschließend absolvierte sie ein Diplôme d’études approfondies (DEA). Im Jahr 1988 promovierte sie im Bereich Robotik. Zwischen 2000 und 2002 schrieb sie eine zweite Dissertation im Rahmen ihrer Habilitation à diriger des recherches an der École normale supérieure de Lyon.
Von 1989 bis 2001 war sie Dozentin an der École Centrale de Lyon. Danach beschloss sie, sich ausschließlich der Forschung zu widmen und ging zum Institut national de recherche en informatique et en automatique (INRIA). Im Jahr 2010 gründete sie ihr eigenes Unternehmen Lyatiss, das später in Cloudweaver umbenannt wurde, und Lösungen für Cloud-Infrastrukturen entwickelt.
Sie hat mehrere Patente im Bereich der Verwaltung von Netzwerkinfrastrukturen und verteilten Systemen angemeldet. Sie hat zwei wissenschaftliche Bücher, rund 100 Artikel in internationalen Fachzeitschriften und auf Konferenzen veröffentlicht.
Im Dezember 2014 wurde sie zur Direktorin für Produktentwicklung im Bereich Internet der Dinge bei F5 Networks ernannt.
Gleichzeitig setzt sie sich für die Stellung von Frauen in der Wissenschaft ein. Sie nahm u. a. im Oktober 2015 an einer Podiumsdiskussion in der Cité des sciences et de l’industrie zum Thema Frauen und Digitalisierung teil.
Sie lebt in der San Francisco Bay Area.

## Auszeichnungen
- 2011: Irène-Joliot-Curie-Preis in der Kategorie parcours femme entreprise[8]
- 2013: Innovationspreis Inria – Académie des Sciences[9]